# 瓦爾德克和皮爾蒙特的瑪麗
瓦爾德克和皮爾蒙特的瑪麗（德語：Marie zu Waldeck und Pyrmont，1857年5月23日—1882年4月30日），格奧爾格·維克多的女兒，母親是拿騷的海倫。

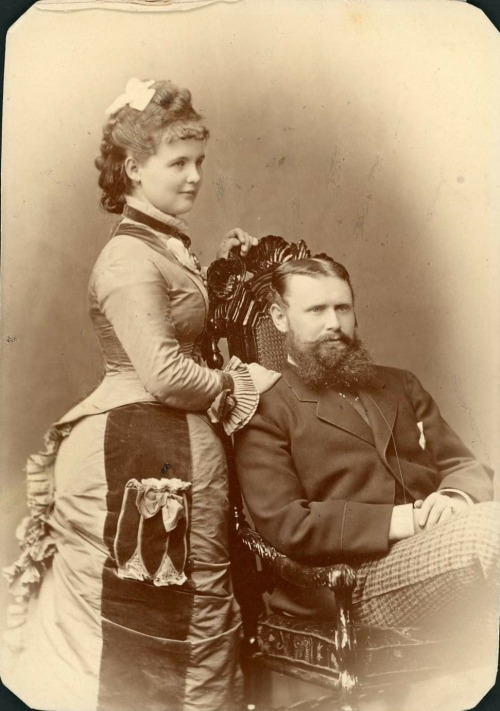

## 家庭
1877年，瑪麗與符騰堡的威廉王子（日後的威廉二世）結婚，兩人共有1子1女：
1. 保琳（1877年—1965年）
2. 烏爾里希（1800年—1800年），夭折